# Beethoven (film, 1927)
Pour les articles homonymes, voir Beethoven (homonymie).
Pour plus de détails, voir Fiche technique et Distribution.
Beethoven est un film autrichien réalisé par Hans Otto et sorti en 1927.

## Synopsis
Le film retrace la vie du compositeur allemand Ludwig van Beethoven.

## Fiche technique
- Titre original : Das Leben des Beethoven
- Titre français alternatif : Beethoven, ses amours, ses souffrances, sa mort
- Réalisation : Hans Otto
- Scénario : Emil Kolberg
- Photographie : Viktor Gluck
- Musique : Max Hellmann
- Pays d'origine :  Autriche
- Production : Allianz-Film
- Durée: 80 minutes[1].
- Date de sortie : 18 février 1927

## Distribution
- Fritz Kortner : Ludwig van Beethoven[2]
- Heinz Altringen
- Ernst Baumeister
- Dely Drexler
- Lilian Gray
- Willy Schmieder